# Friedrich von Szápáry

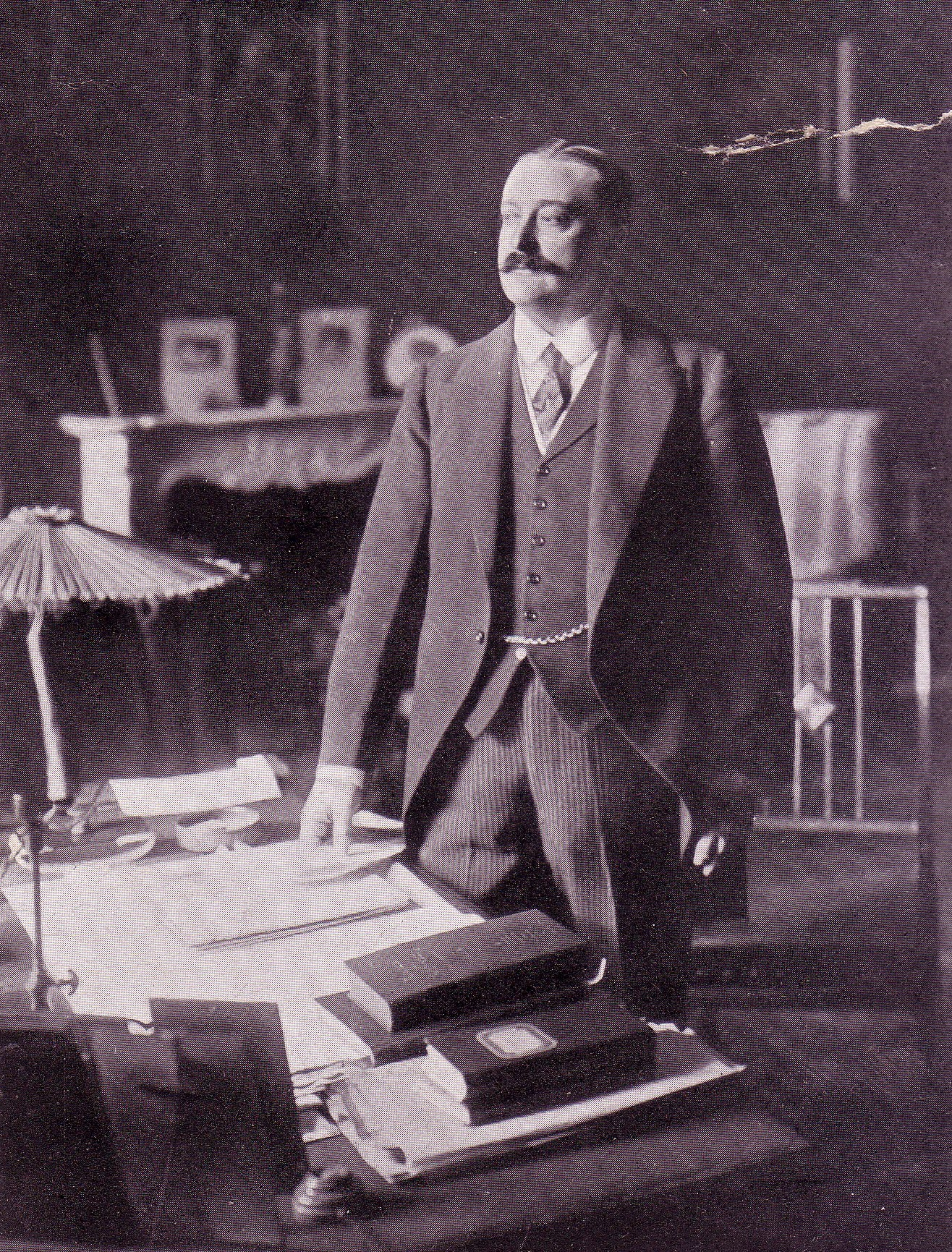
Friedrich Graf Szápáry in Sankt Petersburg, 1914.

Friedrich Graf Szapáry von Muraszombath, Széchysziget und Szapár (* 5. November 1869 in Budapest, Österreich-Ungarn; † 18. März 1935 in Wien), war ein österreich-ungarischer Diplomat.

## Leben

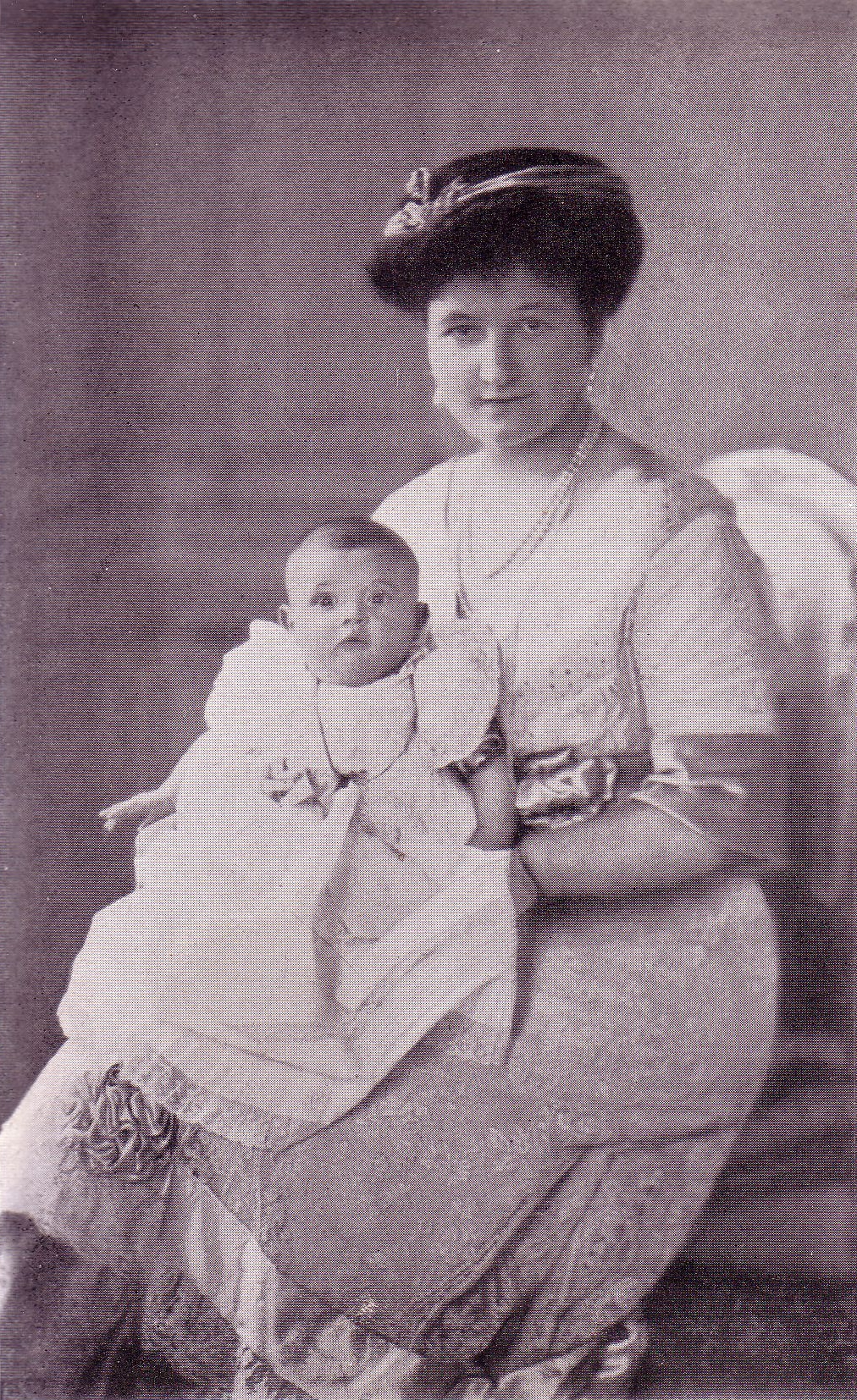
Hedwig von Szapáry, geborene Prinzessin zu Windisch-Grätz (1878–1918), mit ihrer Tochter Maria Gabrielle (1913–2007) in Sankt Petersburg, 1914.

Friedrich Graf Szapáry war der Sohn des Generals der Kavallerie László Graf Szapáry (1831–1883) und der Marianne Gräfin von Grünne (1835–1906; Tochter von Karl Ludwig von Grünne). Mit dem Adelsaufhebungsgesetz in der Republik Österreich 1919 verlor Friedrich Szápáry das Recht auf seine adligen Titel in seinem Namen.
Er trat 1895 in den auswärtigen Dienst, wurde 1895 als Attaché in Rom, 1899 in Berlin und 1903 München beschäftigt. Vom 27. Oktober 1907 bis 1. Oktober 1913 er in Wien tätig. Vom 15. Dezember 1909 bis 20. April 1912 war Szapáry Bürovorsteher von Alois Lexa von Aehrenthal. Leopold Berchtold bescheinigte ihm Geschick und eine schnelle Auffassungsgabe. 20. April 1912 bis 1. Oktober 1913 leitete er die Abteilung Politik im Außenministerium. Er kritisierte die Außenpolitik des Deutschen Reichs entlang des Rückversicherungsvertrages und vertrat eine aggressive Politik gegenüber dem russischen Kaiserreich und dem Balkanbund in den Balkankriegen. Er sah in diesem Konflikt eine gemeinsame Feindschaft gegen den Balkanbund mit dem Osmanischen Reich, weshalb sich gegen die italienische Militärinterventionen gegen das Osmanische Reich aussprach.
Am 1. Oktober 1913 wurde Szapáry trotz seiner Einstellung zum Botschafter in Sankt Petersburg ernannt und am 14. Februar 1914 zur Vorlage seines Beglaubigungsschreiben von Nikolaus II. (Russland) empfangen. Nach 14 Tagen verließ er Sankt Petersburg in einer Familienangelegenheit. Von Mitte April bis Ende Mai und von 17. Juli bis Mitte August 1914 war er in Sankt Petersburg. In seiner Abwesenheit war Otto Czernin Geschäftsträger.
Am 21. Juli 1914 traf er bei einem Empfang auf Raymond Poincaré und führte in den folgenden Tagen mit Sergei Dmitrijewitsch Sasonow Gespräche, die mit dem Überbringen der Kriegserklärung am 6. August 1914 ihren Höhepunkt fanden.
1915 wurde er Mitglied im Wiener Herrenhaus.
HRH Princess Michael of Kent, geboren als Marie Christine Baronin von Reibnitz, ist seine Enkelin.